# Ronald Hugh Morrieson
Ronald Hugh Morrieson, né le 22 janvier 1922 à Hawera, dans la région de Taranaki, et mort à Palmerston North dans la région proche du Manawatu-Wanganui le 26 décembre 1972, est un écrivain néo-zélandais de roman policier.

## Biographie
Il naît en 1922 à Hawera dans la région de Taranaki de parents musiciens. Après la perte de son père en 1926, il vit avec sa mère, sa tante et sa grand-mère dans un milieu modeste et rural. Il part à Auckland en 1940 pour étudier à l'université, mais il tombe malade, abandonne et revient à Hawera où il demeure jusqu'à la fin de ses jours.
Après avoir exercé divers petits boulots, il devient musicien et professeur de musique. Il se produit dans des orchestres de danse dans le sud de Taranaki et envisage une carrière d'écrivain. Il publie son premier roman, The Scarecrow (L’Épouvantail), en 1963 suivit de Came A Hot Friday en 1964. Ses romans sont un succès en Australie et un échec relatif en Nouvelle-Zélande. Son troisième roman, écrit en 1966 et initialement nommé Is X Real, est refusé et sa santé se détériore. Il perd sa mère en 1968 et entame une déchéance dont il ne se remettra pas. Il réécrit son manuscrit, renommé The Tower pour l'occasion, et le propose à nouveau aux éditeurs qui le refusent ou l'ignorent. Pessimiste sur son avenir d'écrivain, l'auteur sombre dans la maladie et l'alcool. Il écrit un second manuscrit, Pallet on the floor et deux nouvelles, sans succès. Il meurt en 1972 dans une relative indifférence.
Doris Johnson, sa tante, entreprend de faire publier le travail de son neveu. The Tower change de nom et devient Predicament (Rendez-vous avec un spectre), il est finalement publié à titre posthume en Australie, puis en Nouvelle-Zélande, suivi par son second roman et ses deux nouvelles restantes. Ses romans donnent lieu à quatre adaptations au cinéma. En France, deux romans sont publiés dans la collection Rivages/Noir.

## Œuvre

### Romans
- The Scarecrow (1963) Publié en français sous le titre L’Épouvantail, Paris, Rivages/Noir no 616, 2006.
- Came A Hot Friday (1964)
- The Tower ou Predicament (1975) Publié en français sous le titre Rendez-vous avec un spectre, Paris, Rivages/Noir no 850, 2012.
- Pallet on the Floor (1976)

### Nouvelles
- Cross My Heart and Cut My Throat
- The Chimney

### Adaptation en bande-dessinée
- L'Épouvantail, adaptation d'Olivier Cotte, dessins de Jules Stromboni. Publié chez Rivages/Casterman/Noir, 2012.

## Filmographie

### Au cinéma
- 1982 : L'Épouvantail de mort (The Scarecrow), film néo-zélandais de Sam Pillsbury, d'après le roman éponyme, avec John Carradine.
- 1984 : Pallett on the floor, film néo-zélandais de Lynton Butler, d'après le roman éponyme.
- 1985 : Came a Hot Friday, film néo-zélandais de Ian Mune, d'après le roman éponyme.
- 2010 : Predicament, film néo-zélandais de Jason Stutter, d'après le roman éponyme.